# جابرييل بين
جابرييل بين (بالإيطالية: Gabriele Pin)‏ (21 يناير 1962 في إيطاليا - ) هو لاعب كرة قدم إيطالي في مركز الوسط. لعب مع نادي بارما ونادي بياتشينزا ونادي لاتسيو ويوفنتوس وSSD Sanremese Calcio ‏ وForlì FC ‏.

## نادي استقلال
في الأول من يونيو 2021 ، أعلن فرهاد مجيدي ، مدرب الاستقلال الرئيسي ، في إنستغرام أن غابرييل سينضم إليه كمساعد لفريق الاستقلال.

## روابط خارجية
- جابرييل بين على موقع الاتحاد الأوربي (الإنجليزية)
- جابرييل بين على موقع قاعدة بيانات كرة القدم.إي يو (الإنجليزية)
- جابرييل بين على موقع عالم كرة القدم.نت (الإنجليزية)